# Улица Красина (Выборг)
Улица Красина — короткая, около 250 м, улица в историческом центре Выборга. Проходит от улицы Южный Вал до Крепостной улицы.

## История
Застройка шведского Выборга, сформировавшаяся в XV веке, была хаотичной: вдоль извилистых средневековых улиц стояли бюргерские дома, главным образом деревянные. В 1640 году шведским инженером А. Торстенсоном с помощью землемера А. Стренга был составлен первый регулярный план Выборга, согласно которому город разделялся на кварталы правильной геометрической формы прямыми улицами, ширина которых, в основном, была равна 8,5 метров. Одной из них стал короткий переулок, спрямивший прежний проезд от городской крепостной стены к территории доминиканского монастыря между улицами Южный Вал и Монастырской (Государевой).
После большого городского пожара 1793 года согласно генеральному плану, утверждённому в 1794 году императрицей Екатериной II, неподалёку был проложен переулок, соединивший Государевую и Подзорную улицы. В начале XIX века оба безымянных переулка были объединены в спрямлённую улицу.
В 1812 году Финляндская губерния, переименованная в Выборгскую, была присоединена к Великому княжеству Финляндскому в составе Российской империи, в результате чего языком официального делопроизводства в губернии снова стал шведский. На шведских картах того времени переулок вначале именовался «Пересекающим Царскую улицу» (швед. Keisarinatvärgatan), а позже швед. Freesegatan (на русских картах — Фрезеская улица, улица Фрезе), по известной в городе семье Фрезе из немецкого бюргерского рода, представители которого в начале XVII века переселились в Выборг из города Любека.
На городском генеральном плане 1861 года, составленном выборгским губернским землемером Б. О. Нюмальмом, улица, как и ранее, доходит до улицы Сторожевой Башни. Но к концу XIX века её продлили до Екатерининской улицы, подведя к старинному дому горожанина. Инициаторами выступили коммерции советник Клоуберг — владелец соответствующего межевого участка — и его сосед купец Иван Шусин.
После введения в 1860-х годах финского языка в официальное делопроизводство Великого княжества получили распространение финноязычные карты Выборга, на которых улица именовалась фин. Fresenkatu; с 1929 года, после провозглашения независимости Финляндии, улица ненадолго была переименована в фин. Pamppalankatu по названию башни Выборгской оборонительной стены — Пампала (фин. Pamppalan torni), когда-то стоявшей у выхода улицы к Южному Валу (при этом название в честь в Фрезе сохранял крохотный переулок, соединявший улицу и Монашескую площадь и исчезнувший в послевоенное время).
Застройка улицы сильно пострадала в результате советско-финских войн (1939—1944), после которых за ней закрепилось современное название в честь видного советского государственного и партийного деятеля Л. Б. Красина (1870—1926), который в 1908 году провёл месяц в Выборгской губернской тюрьме.
С 2008 года, после разделения всей территории Выборга на микрорайоны, улица Красина относится к Центральному микрорайону города. Большинство зданий, расположенных на улице, внесено в реестр объектов культурного наследия в качестве памятников архитектуры.
Прилегающий к улице так называемый квартал Сольберга (образован улицами Крепостной, Красноармейской, Сторожевой Башни и Красина) планируют приспособить под театрально-развлекательный комплекс, восстановив старые фасады.

Первый регулярный план Выборга (1640-е годы), на котором появился переулок у собора доминиканского монастыря.
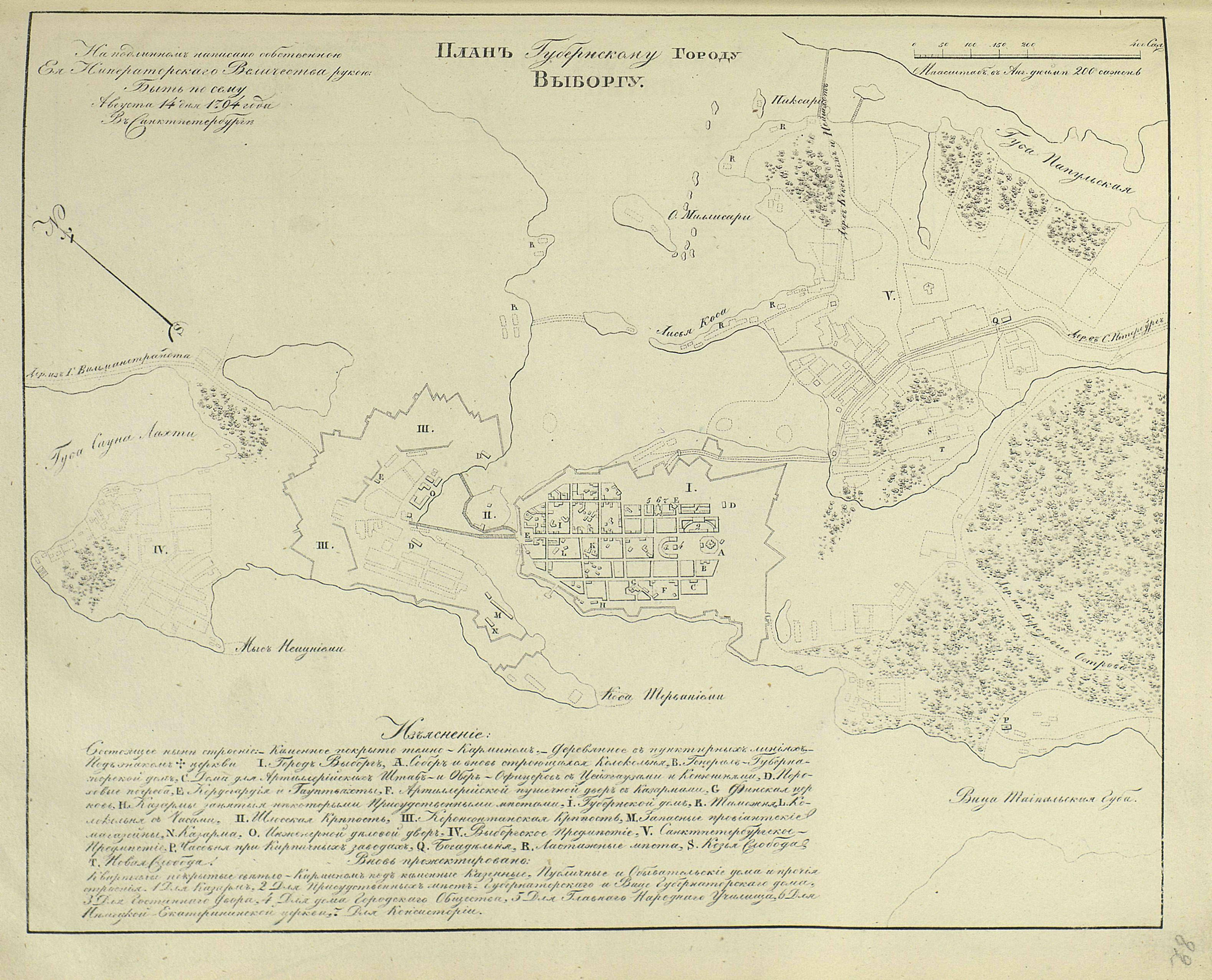
Генеральный план Выборга (1794 год). На плане обозначены два переулка.
План Выборга с предместьями 1802 года из «Атласа Финляндской губернии с уездами и городами и планами всем публичным строениям 1803 года». Переулки соединены.
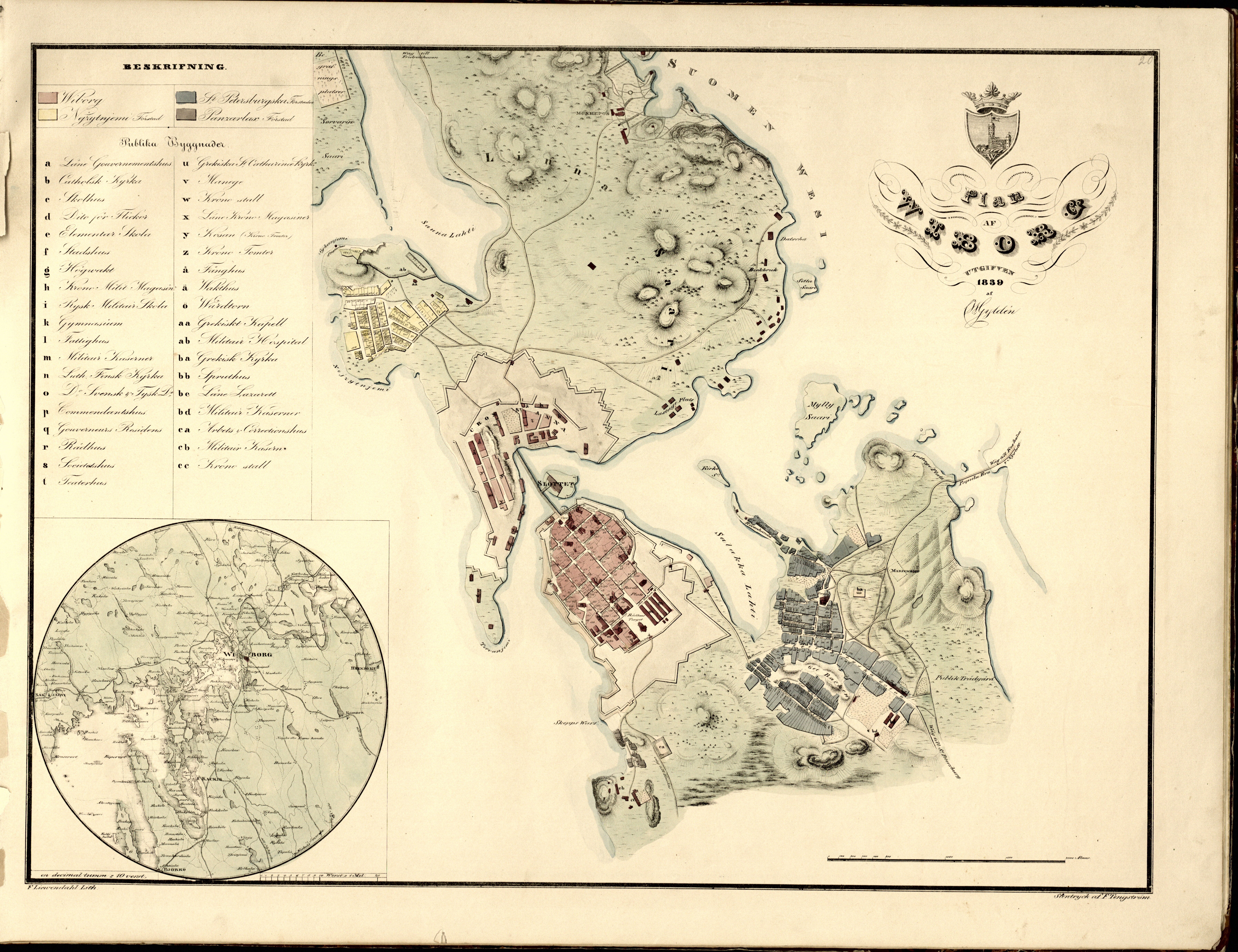
Шведоязычный план Выборга 1839 года. На месте переулков выпрямленная Keisarinatvärgatan.
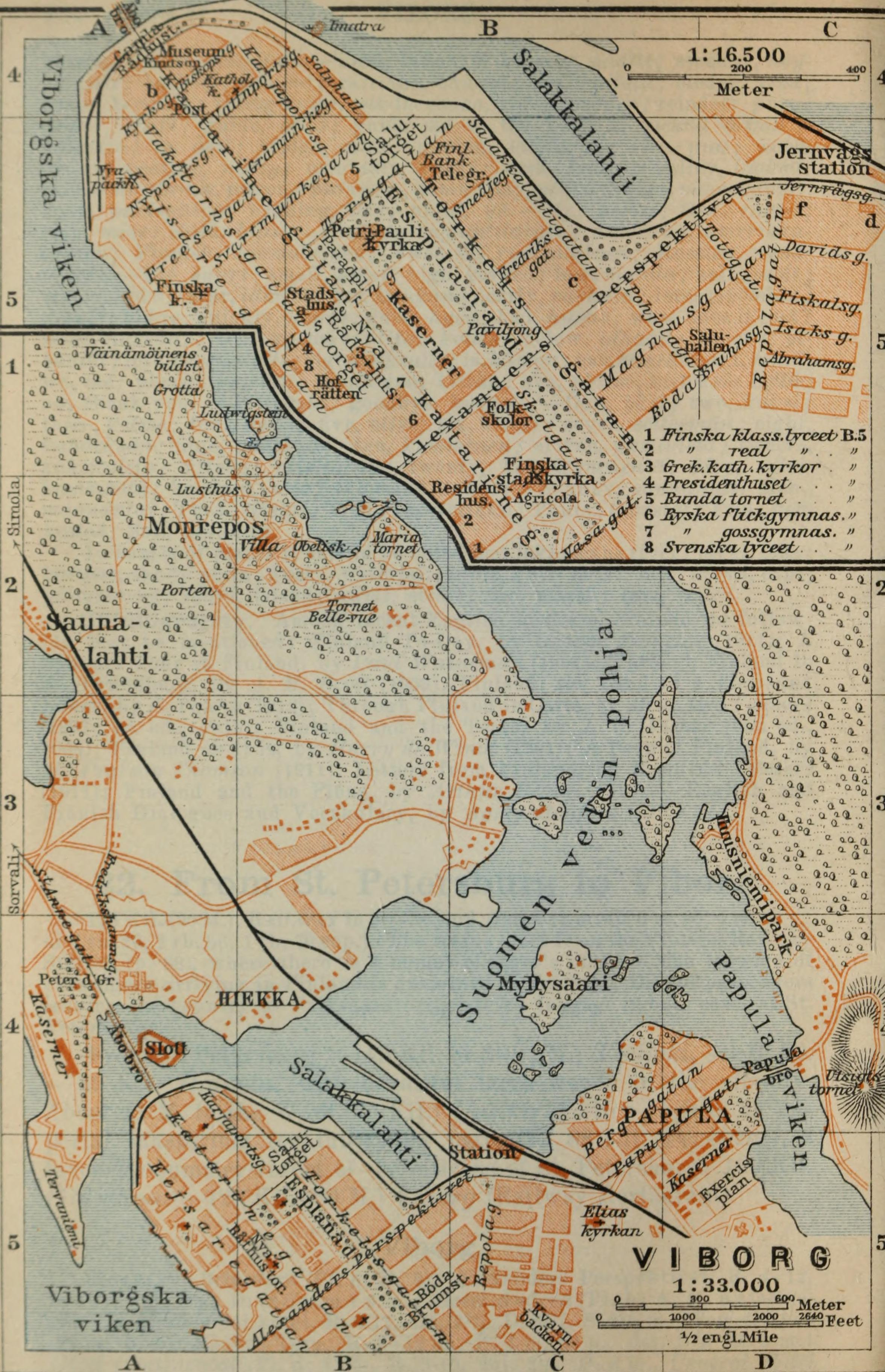
Карта 1914 года. Freesegatan достигла современных границ.

## Достопримечательности
- д. 4 — жилой дом Адариди  памятник архитектуры
- д. 10 — жилой дом  памятник архитектуры
- д. 12 — жилой дом  памятник архитектуры
- Дом горожанина (Крепостная улица, 13А)  памятник архитектуры

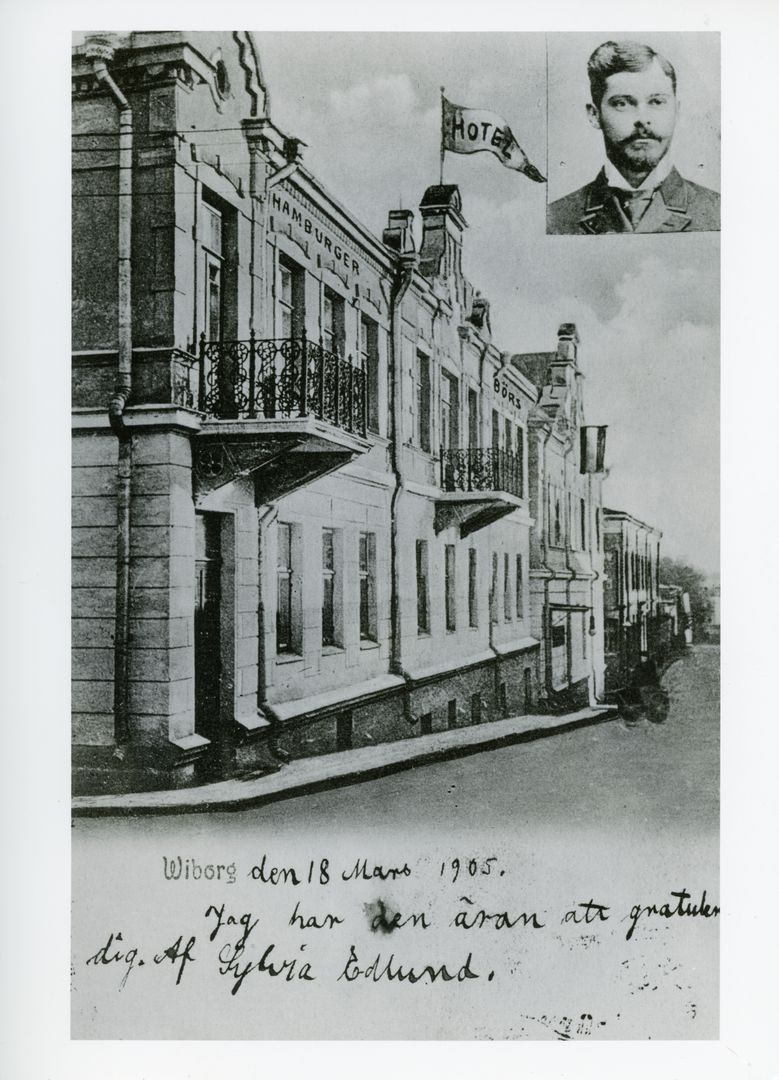
Бывшая гостиница - дом № 9 (не сохранился)
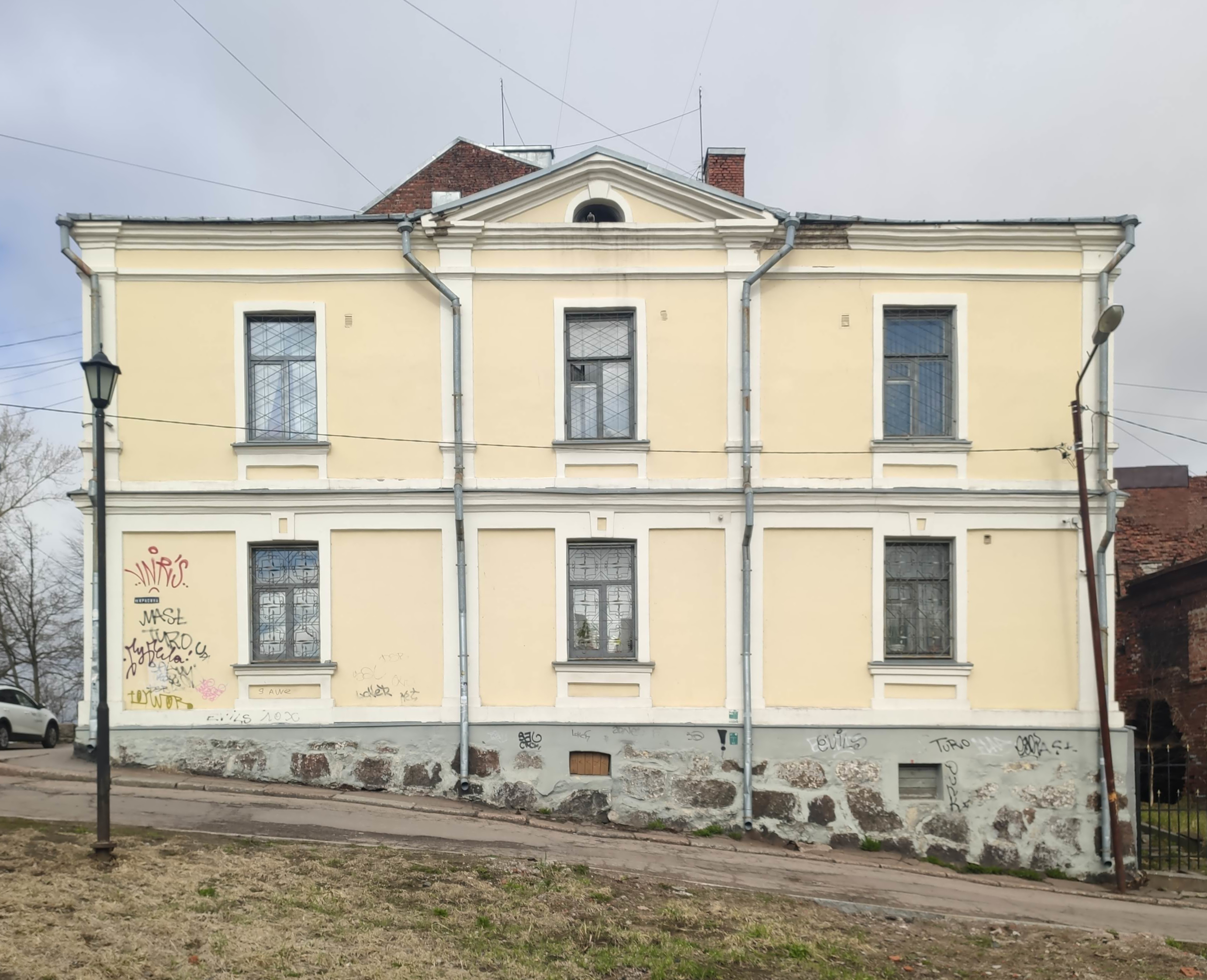
Жилой дом № 10
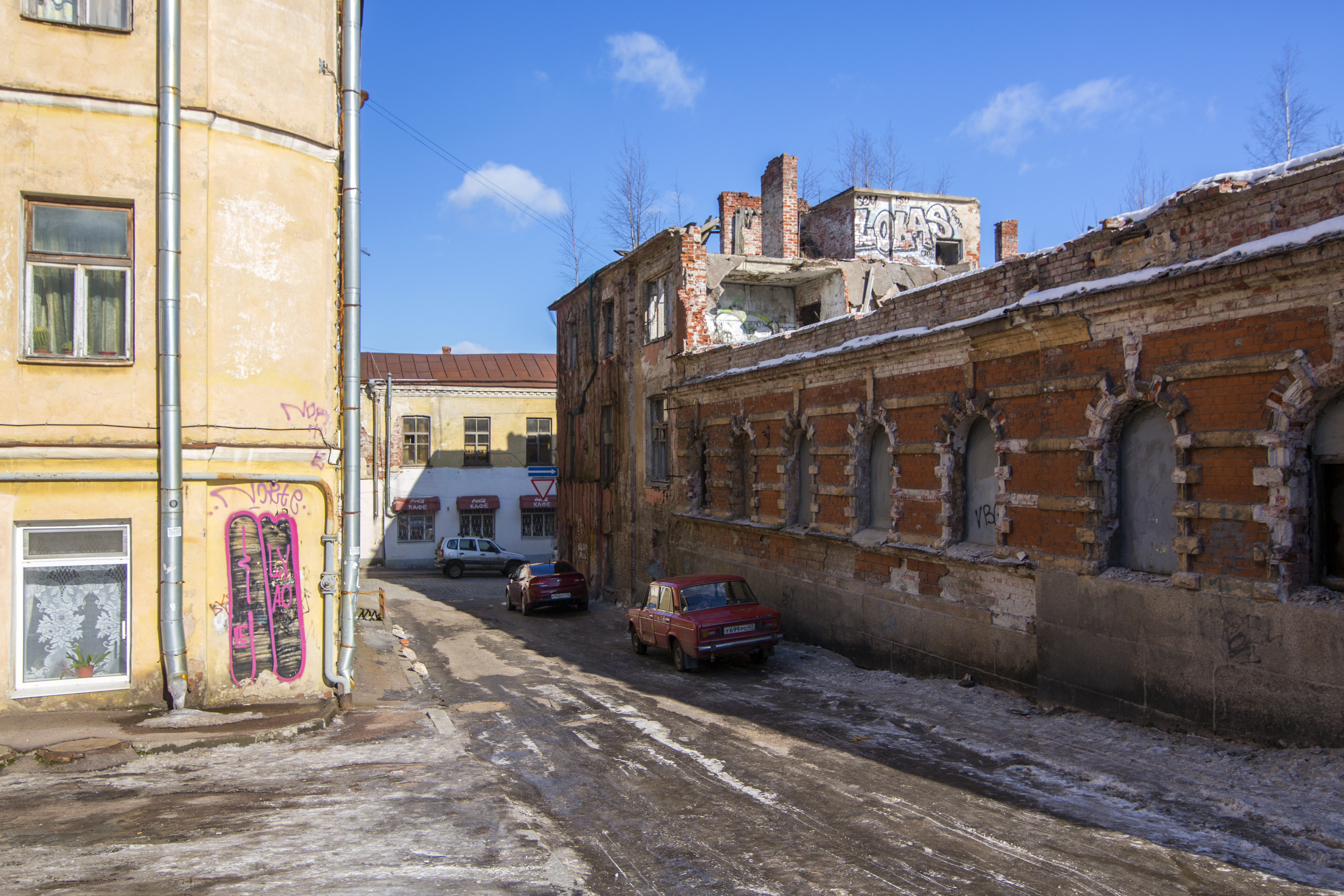
Руины дома № 11
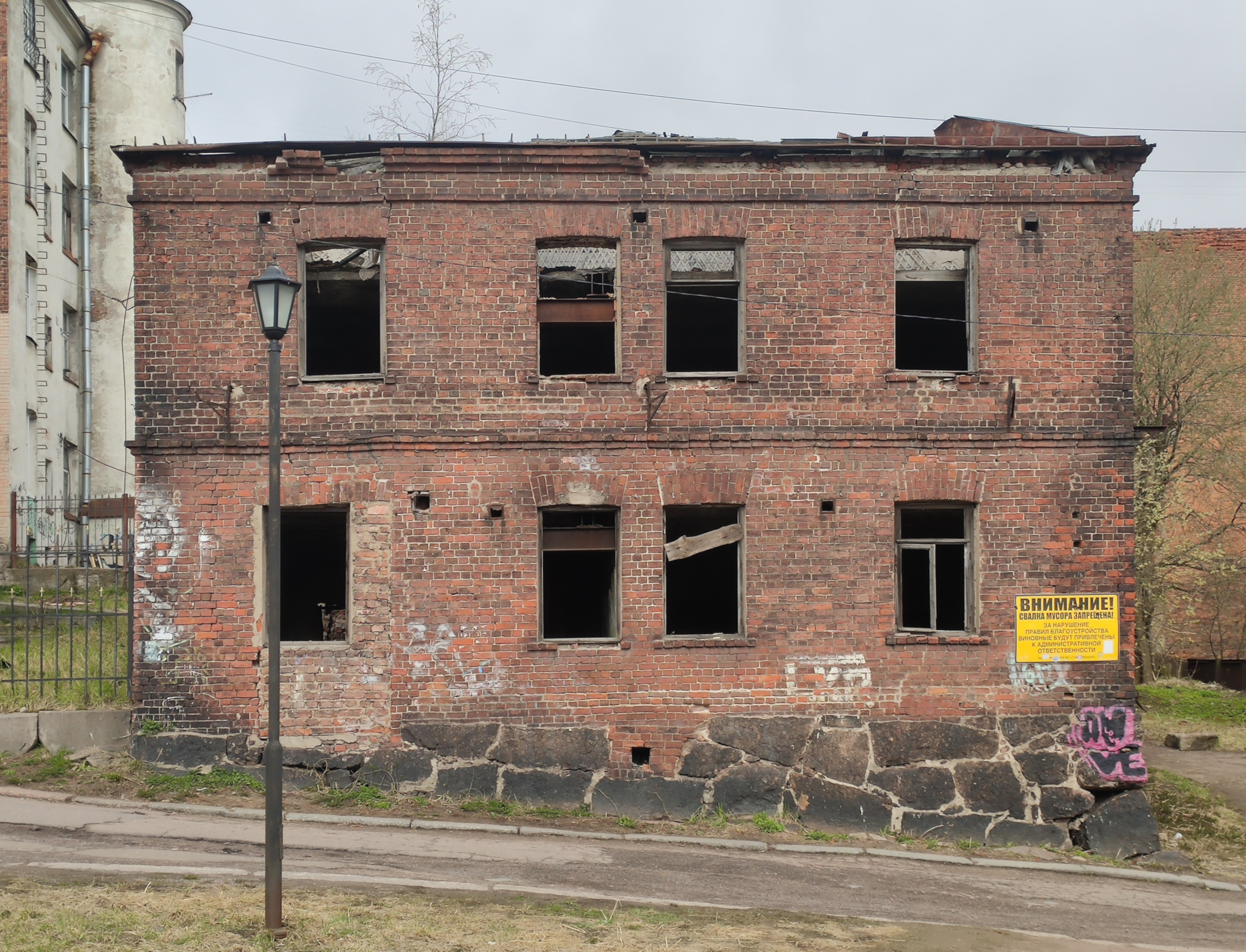
Руины дома № 12
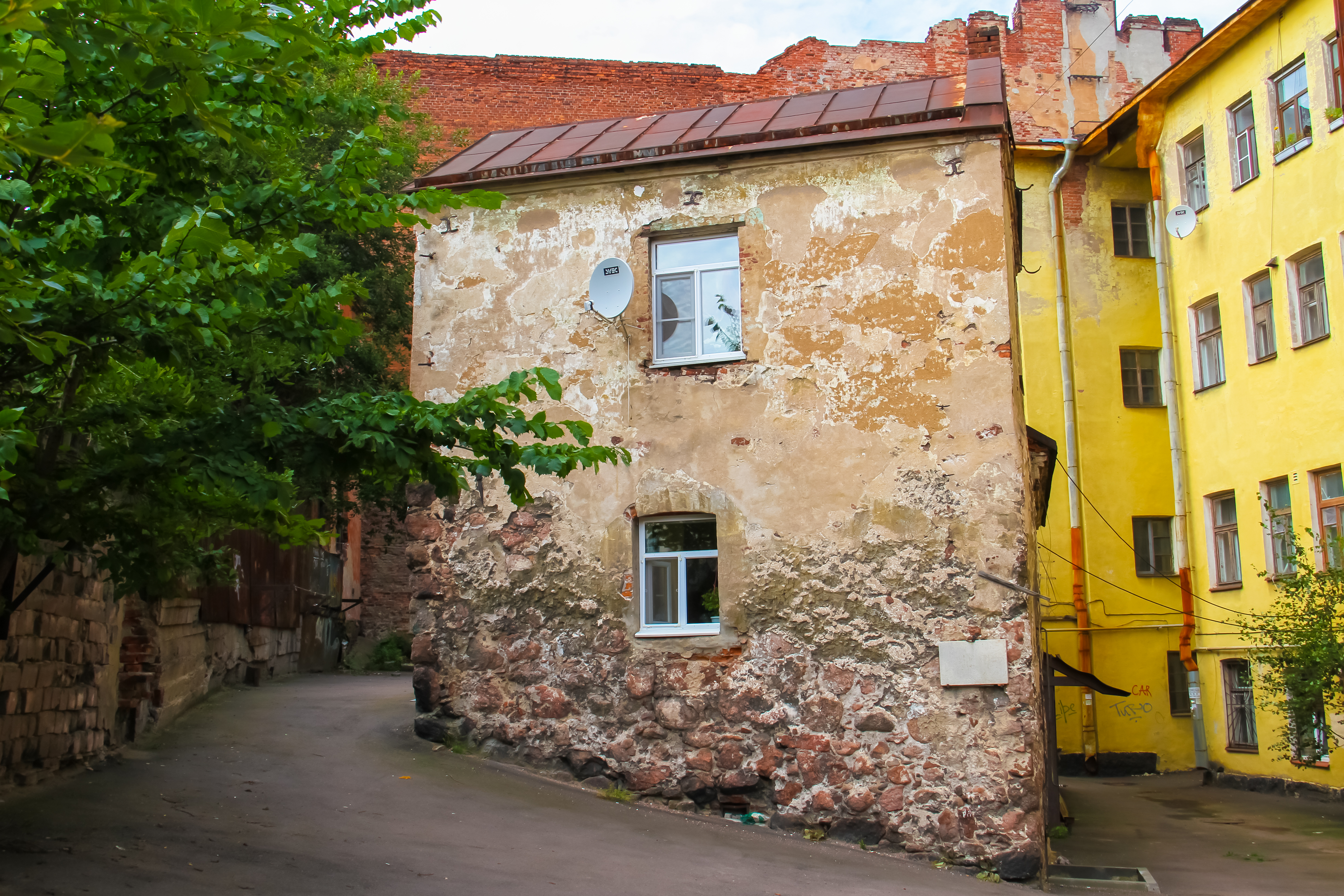
Дом горожанина, вид с улицы Красина